# Álex Montoya
Álex Montoya Meliá (València, 1973) és un guionista, productor i director de cinema valencià.

## Biografia
Es llicencià en arquitectura superior, però finalment es va dedicar al cinema. La major part de la seva producció són curtmetratges, alguns dels quals han estat profusament premiats. El 2008 va dirigir el curtmetratge Como conocí a tu padre, que va ser premiat al Festival Internacional Almería en Corto, al Festival Cinema Jove, al Barcelona Curt Ficcions, al Fascurt, a l'Abycine i al Festicurts de Figueres, així com una menció especial al Festival de Sundance. El seu següent curt, Marina, va rebre el premi del jurat a la Setmana de Cinema de Medina del Campo i el premi San Fernando al Festival de Cinema Iberoamericà de Huelva. El següent, Maquillaje, va rebre el premi al millor director al Festival de Cinema Ibèric de Badajoz. El 2013 el seu curt Lucas va guanyar novament la Lluna de Plata al Festival Cinema Jove, la Bisnaga de Plata al millor curtmetratge al Festival de Màlaga, el premi al millor curtmetratge valencià als XXII Premis Turia el premi del jurat a la Setmana de Medina del Campo i fou nominat al Goya al millor curtmetratge de ficció.
El 2019 va dirigir el seu primer llargmetratge, Assemblea, fou estrenada a la plataforma Filmin i pel que va guanyar la Tesela d'Or al Festival de Cinema d'Alacant. La pel·lícula va ser rodada íntegrament al barri del Cabanyal, a València, amb un repartiment valencià i català, com Francesc Garrido, Nacho Fresneda, Cristina Plazas, Marta Belenguer o Greta Fernández.
La seua segona pel·lícula va arribar l'any 2021 i va consistir a convertir Lucas, el seu curtmetratge de 2013, en un llargmetratge. La pel·lícula va rebre una nominació als Premis Goya a Millor Actor Revelació pel paper protagonista de l'actor valencià Jorge Motos. A més, va ser guardonada al Festival de Màlaga i al Festival d'Alacant. Als Premis de l'Audiovisual Valencià 'Premis Berlanga', va ser nominada en 9 categories, guanyant en dues d'elles.
El seu últim projecte, La Casa, va ser estrenada l'1 de maig de 2024 i es tracta d'una adaptació al cinema de la novel·la gràfica homònima de Paco Roca. El film va ser rodat a la casa original de l'autor, ubicada a Olocau, i compta amb la participació de repartiment català i valencià com David Verdaguer, Óscar de la Fuente, Marta Belenguer, Olivia Molina o María Romanillos, entre d'altres. La pel·lícula va ser premiada al Festival de Màlaga, amb 6 guardons.

## Filmografia
- REC (C) (1999)
- Te quiero (C) (2002)
- Si quieres, puedes (C) (2002)
- Gris (C) (2003)
- Hotel a domicilio (C) (2004)
- ¿Y si hacemos un trío? (C) (2004)
- El punto ciego (C) (2005)
- Abimbowe (C) (2007)
- Cómo conocí a tu padre (C) (2008)
- Marina (C) (2010)
- Maquillaje (C) (2011)
- Lucas (C) (2012)
- El Tío (C) (2013)
- Vampiro (C) (2016)
- Assemblea (2019)
- Lucas (2021)
- La casa (2024)